# Isoctenus ordinario
Isoctenus ordinario là một loài nhện trong họ Ctenidae.
Loài này thuộc chi Isoctenus. Isoctenus ordinario được miêu tả năm 2009 bởi Polotow & Antonio D. Brescovit.